# Modunda pashanensis
Modunda pashanensis är en spindelart som först beskrevs av Benoy Krishna Tikader 1975.  Modunda pashanensis ingår i släktet Modunda och familjen hoppspindlar. Inga underarter finns listade i Catalogue of Life.